# Skye Sweetnam
Skye Alexandra Sweetnam (Bolton, Ontario, 5 de mayo de 1988) es una cantante, compositora, actriz y directora de videos musicales canadiense. 
Skye Sweetnam debutó en el 2003 con su sencillo debut "Billy S.", un año y medio después lanza su álbum debut "Noise from the Basement", del cual desprendió los sencillos "Tangled Up In Me" y "Number One". En 2006 fue nominada en los Juno Awards en la categoría "Artista Nuevo del Año". En 2007 lanza su segundo álbum de estudio titulado "Sound Soldier" del cual desprendió el sencillo "Human", que fue producido por The Matrix. En 2011 Sweetnam sorprendió al mundo por dejar de ser solista y crear una banda de la cual es la vocalista y líder. llamada Sumo Cyco, dejando por un lado al Pop rock/Pop punk para trasladar su estilo al Heavy metal. Actualmente es conocida por su sobrenombre "Sever" y su banda lanzó en 2014 su álbum debut titulado "Lost In Cyco City".

## Biografía
Skye nació en Bolton, siendo la segunda hija de los 3 hijos de Greg y Deirdre Sweetman. Le pusieron como nombre Skye en honor a la Isla Skye, en Escocia, Reino Unido. Tiene una hermana mayor llamada Aurora y un hermano menor, Cameron.
Desde pequeña estudió canto y baile, y con 9 años comenzó a escribir sus propias canciones. Con 12 años fue a un campamento musical, donde interpretó la canción Stronger, de Britney Spears, que dejó entusiasmado con ella a todo el mundo. Con la ayuda de su familia, la escuela de música de Bolton, y el músico y productor, James Robertson, Skye consiguió grabar una demo con 3 canciones. James y Skye trabajaron además en nuevas canciones, las cuales luego formarían parte de su primer álbum, Noise from the Basement. Ella misma afirma que el disco fue llamado así porque al principio los ensayos en su sótano parecían solo ruido, hasta que más tarde todo fue perfeccionado.
En 2003, y con la ayuda de Capitol Records, el sencillo Billy S. (diminutivo para describir a William "Billy" Shakespeare) fue lanzado, y usado además en la banda sonora original de la película Enamórate. Poco a poco fue siendo un éxito en Canadá y Estados Unidos, aunque no fue una canción sonada en el resto del mundo, exceptuando a Reino Unido. Skye lanzó 2 sencillos más en 2004, Tangled Up In Me y Number One]]. Tangled Up In Me fue la canción usada en la campaña publicitaria de la marca Breil.
Ese mismo año, Skye fue la elegida para ser telonera de Britney Spears en su gira The Onyx Hotel Tour, al igual que Kelis o Wicked Wisdom, a pesar de que algunas de sus actuaciones fueron canceladas debido a la fractura que Britney sufrió en la rodilla.
En septiembre de 2004, Noise from the Basement, su primer álbum, fue lanzado, seguido más adelante de 2 reediciones más del álbum con nuevas canciones y videoclips.
En 2005 participó junto a reconocidos artistas asiáticos, como Tommy heavenly6 o Ai Otsuka en el álbum LOVE for NANA ~ Only 1 Tribute, un tributo al manga de Ai Yazawa, NANA, con la canción Sugar Guitar.
En 2006, Skye fue la voz cantante de Barbie en la película El Diario de Barbie, cantando 4 canciones, las cuales luego fueron versionadas por diferentes artistas. This Is Me fue usada para promocionar la película, así como en la web de Barbie.
Este año también, fue nominada para un premio Juno Awards al nuevo artista del año, a pesar de no alzarse con el galardón, regrabó 2 de sus canciones en Simlish, Sugar Guitar y Boyhunter para el juego de Los Sims 2: Mascotas
En marzo de 2007 colaboró con Tim Armstrong en el sencillo Into Action, el cual descubría a Skye en un estilo más ska y urbano, y actuaron juntos en diferentes eventos además, como el lanzamiento del último disco del grupo Dodger, en el cual actuó ya con su nueva banda, la cual buscó a través de MySpace. Ésta fue su primera actuación desde que en 2005 presentase varias canciones nuevas en Sea World.
Su segundo álbum fue lanzado el 30 de octubre de 2007. Este disco ha sido producido en gran parte por The Matrix, un equipo de producción que ha trabajado con artistas como Avril Lavigne, Hilary Duff, Britney Spears y Shakira, entre muchos otros. El primer sencillo oficial del disco es Human, una canción que en principio fue llamada Contagious Monkey. Este sencillo fue lanzado en iTunes, y promocionado entre las novedades de sencillos, a pesar de no tener vídeo musical. Music Is My Boyfriend sin embargo, aun no siendo un sencillo oficial del disco, sí tiene un vídeo musical, que fue producido, grabado y realizado en su totalidad por la propia Skye, en el cual se psicoanaliza a sí misma por creer que la música es su pareja, lo que da lugar a frases que resultan cómicas en este sentido, como "la música y yo tuvimos una cita anoche". Otros vídeos que Skye ha hecho, o ha colaborado en la realización han sido Imaginary Superstar y Billy S.

## Carrera musical

### 2003-2005: Noise from the Basement

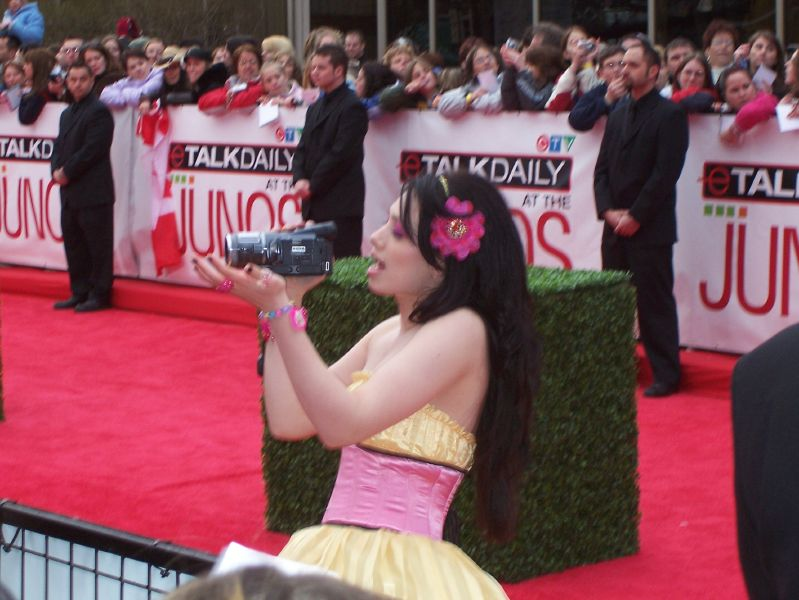
Sweetnam en los Juno Awards en 2006

Skye trabajo con el productor e instrumentista local James Robertson, juntos Sweetnam y Robertson trabajaron en lo que más tarde se convirtió en "Noise from the Basement" que fue distribuido por su casa disquera Capitol Records/EMI. El sencillo "Billy S." apareció en julio de 2003 como parte de la banda sonora de la película "How To Deal", por lo que logró cierta fama en Canadá, dos sencillos más fueron revelados de su álbum debut, les fue moderadamente en las listas. Sweetnam fue de gira por Europa y Norteamérica, como una de las taloneras de Britney Spears en su The Onyx Hotel Tour.
Sweetnam proporcionó temas musicales para varios programas de televisión como The Buzz on Maggie, Wayside y Radio Free Roscoe. Sweetnam también cubrió "Part of your World" de la película de 1989 La sirenita, que fue incluido en los álbumes de compilación DisneyMania 3 y disneyre. En 2006, Sweetnam interpreta la voz cantada de Barbie de la película El diario de Barbie. Sus canciones  "Girl Most Likely To", "Note to Self", "Real Life" y "This Is Me", también se incluyen en la banda sonora de El diario de Barbie. En marzo de 2007 Tim Armstrong y Sweetnam lanzan el sencillo "(Let´s Get Moving) Into Action". Skye también fue el acto de apertura en la gira del ganador de Canadian Idol, Kalan Porter.

### 2007-2008: Sound Soldier
Sound Soldier fue publicado el 30 de octubre de 2007, su primer sencillo "Human" fue nominado a un Much Music Video Award en la categoría a mejor fotografía pero perdió contra "She´s So Sorry" de Hedley. Para segundo sencillo EMI tomo "(Let's Get Movin') Into Action" una reelaboracion de su sencillo anterior con Tim Armstrong. Skye dirigió dos videos musicales de las canciones del álbum las cuales fueron "Music Is My Boyfriend" y "Babydoll Gone Wrong". A lo largo de 2009 y 2010 ella lanzó una serie de canciones de Sound Soldier.  En sus tutoriales de maquillaje en YouTube ella ha utilizado las canciones  "Rock n' Roll Baby", "Love Sugar Sweet", "Heartbreak", "Boomerang", "MuSick" y "Wolves and Witches". Sweetnam lanzó las canciones "Stay", "Boomerang", "MuSick" y "Wolves and Witches" en su cuenta de Myspace.
Sweetnam grabó "Lava Rock" para Super Monkey Ball y presto su voz para una canción del álbum de Jun Senoue. The Works. Ella también dirigió el video musical de la canción  "Northern Señorita" de Leah Daniels, también la canción de Ashes  "Explode (Makes My Head)". También coescribió dos canciones para Ashes.

## Sumo Cyco
Sweetnam empezó a trabajar en nueva música en 2009 y la formación de una nueva banda la cual se llamaría Sumo Cyco, una banda de Metal formada por cuatro integrantes de los cuales Sweetnam es la líder. Tuvieron su primer acto de apertura para Hollywood Undead en abril de 2011 en Toronto. Ahora Sweetnam se conoce con el sobrenombre de "Sever", que es su actual alter ego. Para julio de 2012 Sumo Cyco ya había lanzado 6 sencillos  "Mercy", "Limp", "Interceptor", "Danger", "Loose Cannon" y un cover de Oingo Boingo de "Who Do You Want To Be?". Con cada nueva canción Sumo Cyco dirige y pone videos musicales para subirlos a su canal de Youtube, a partir de 2012 ya habían recibido más de un millón de visitas.
Su canción  "(Let's Get Movin') Into Action" se utilizó en un episodio de la serie juvenil canadiense Degrassi: The Next Generation, en una escena eliminada de Bandslam y en las películas Balls Out: Gary the Tennis Coach, Hotel For Dogs, y en 2010 en el film estadounidense Ramona and Beezus, protagonizada por Joey King y Selena Gomez. También se incluyó en el sondtrack de Music from Degrassi: The Next Generation.
En junio de 2012 , Sweetnam publicó un video en su canal de Youtube prometiendo que el nuevo material conforme el tiempo se dará a conocer.
En abril y mayo de 2014, Sumo Cyco estuvo de gira por Irlanda y Reino Unido, después de sus presentaciones en la semana Indie de Irlanda. El 10 de junio de 2014, Sumo Cyco lanza su álbum debut titulado  "Lost in Cyco City" en Canadá. Actualmente todavía están en el proceso de elaboración de las fechas de lanzamiento en otros países , especialmente en Estados Unidos, Reino Unido e Irlanda.

## Discografía

### Álbumes de estudio
- Noise from the Basement (2003-2004)
- Sound Soldier (2007-2008)

### Con Sumo Cyco
- Lost In Cyco City (2014)
- Opus Mar (marzo de 2017)

### Sitios oficiales
- Sitio Oficial
- MySpace
- Skye Sweetnam en Internet Movie Database (en inglés).
- Foro Oficial
- Skye Sweetnam Video Material Audiovisual
- Facebook

### Fansites
- Clouded-Senses.org
- Skye Sweetnam Australia
- Skye World
- Skye Sweetnam Online
- UNPREDICTABLE
- Skye Sweetnam Project

- Datos: Q238347
- Multimedia: Skye Sweetnam / Q238347